# Benzathine benzylpenicillin
Benzathine benzylpenicillin, còn được gọi là benzathine penicillin G, là một kháng sinh hữu ích trong điều trị một số bệnh nhiễm khuẩn. Cụ thể hơn thì kháng sinh này giúp điều trị viêm họng do liên cầu khuẩn, bạch hầu, giang mai và bệnh ghẻ. Chúng cũng được sử dụng để ngăn ngừa sốt thấp khớp. Có thể đưa kháng sinh vào cơ thể bằng cách tiêm vào cơ.
Các tác dụng phụ bao gồm phản ứng dị ứng, bao gồm cả sốc phản vệ và đau ở chỗ tiêm. Khi được sử dụng để điều trị bệnh giang mai, một phản ứng với tên là Jarisch-Herxheimer có thể xảy ra. Chúng không được khuyến cáo sử dụng ở những người có tiền sử dị ứng với penicillin hoặc những người mắc bệnh giang mai liên quan đến hệ thần kinh. Sử dụng trong đang khi mang thai nói chung là an toàn. Kháng sinh này thuộc nhóm thuốc penicillin và beta lactam và hoạt động thông qua benzylpenicillin. Thành phần benzathine từ từ giải phóng penicillin làm cho sự hỗn hợp có tác dụng lâu dài.
Benzathine benzylpenicillin được cấp bằng sáng chế vào năm 1950. Nó nằm trong danh sách các loại thuốc thiết yếu của Tổ chức Y tế Thế giới, hay nhóm các loại thuốc hiệu quả và an toàn nhất cần thiết trong một hệ thống y tế. Chi phí bán buôn ở các nước đang phát triển là khoảng 0,27-1,71 USD cho một đợt điều trị. Tại Hoa Kỳ, chi phí thuốc từ 50 đến 100 USD cho một liều vào năm 2015. Tại Vương quốc Anh, chi phí NHS khoảng 0,95-1,89 pound một liều tính đến năm 2015.